# 坎納塔
坎納塔（英語：Kanata）是加拿大安大略省渥太華的一個地區，離渥太華市中心西南偏西約22（14英里），是該市高科技行業的重鎮。坎納塔曾一度於渥太華-卡爾頓區（Regional Municipality of Ottawa-Carleton）內具有市級行政地位，但於2001年併入渥太華市。
安大略省政府於1978年從馬治鎮（March Township）、高賓鎮（Goulbourn Township）和尼皮安鎮（Nepean；後來升格為尼皮安市）抽出土地，成立坎納塔市。隨著渥太華地區的高科技行業漸趨興旺，坎納塔市亦迅速增長，人口從1996年的47,909人升至2001年的58,636人，五年内升幅達22.4%，當時為全國增長速度最快的城市之一。
1990年代後期的安大略省進步保守黨政府奉行小政府政策，因此在省内各處精簡行政架構，其中一環為將渥太華-卡爾頓區的行政架構與其轄下城鎮（包括坎納塔市和舊渥太華市）合併成新的渥太華市。新的渥太華市於2001年成立，坎納塔的市級建制亦隨之取消，自此成為渥太華市的其中一區。併入渥太華市後的坎納塔增長依舊，人口從2006年的86,632人升至2011年的101,760人，五年内升幅達17.5%。

## 名稱
加拿大（Canada）的名稱即由Kanata一詞演化而成，其字源意為「村子」。

## 外部連結
- 维基共享资源上的相關多媒體資源：坎納塔